# Любов і милосердя (фільм)
«Любов і милосердя» (англ. Love & Mercy) — американський біографічно-драматичний фільм, знятий Вільямом Поладом. Світова прем'єра стрічки відбулась 7 вересня 2014 року на міжнародному кінофестивалі в Торонто. Фільм розповідає про самітницького автора пісень гурту The Beach Boys і музиканта Браяна Вілсона.

## У ролях
- Джон К'юсак — Браян Вілсон (у майбутньому)
- Пол Дано — Браян Вілсон (у минулому)
- Елізабет Бенкс — Мелінда Лідбеттер
- Пол Джаматті — доктор Юджин Ленді
- Джейк Абель — Майк Лав
- Кенні Вормолд — Денніс Вілсон
- Бретт Даверн — Карл Вілсон
- Білл Кемп — Муррі Вілсон

## Визнання
| Нагороди та номінації фільму «Любов і милосердя» | Нагороди та номінації фільму «Любов і милосердя»            | Нагороди та номінації фільму «Любов і милосердя» | Нагороди та номінації фільму «Любов і милосердя» | Нагороди та номінації фільму «Любов і милосердя» | Нагороди та номінації фільму «Любов і милосердя» |
| Рік                                              | Кінопремія / Кінофестиваль                                  | Категорія / Нагорода                             | Номінант                                         | Результат                                        |                                                  |
| ------------------------------------------------ | ----------------------------------------------------------- | ------------------------------------------------ | ------------------------------------------------ | ------------------------------------------------ | ------------------------------------------------ |
| 2015                                             | Буенос-Айреський міжнародний кінофестиваль незалежного кіно | Найкращий фільм                                  | «Любов і милосердя»                              | Номінація                                        |                                                  |
| 2015                                             | Далласький міжнародний кінофестиваль                        | Найкращий фільм                                  | «Любов і милосердя»                              | Номінація                                        |                                                  |
| 2015                                             | Едінбурзький міжнародний кінофестиваль                      | Найкращий фільм                                  | «Любов і милосердя»                              | Номінація                                        |                                                  |
| 2015                                             | Міннеаполіс—Сент-Полський міжнародний кінофестиваль         | Найкращий фільм                                  | «Любов і милосердя»                              | Номінація                                        |                                                  |
| 2015                                             | Нешвілльський кінофестиваль                                 | Найкращий фільм                                  | «Любов і милосердя»                              | Номінація                                        |                                                  |
| 2015                                             | Нешвілльський кінофестиваль                                 | Найкраща пісня                                   | One Kind of Love — Браян Вілсон, Скотт Беннет    | Перемога                                         |                                                  |
| 2015                                             | Сан-Францискський кінофестиваль                             | Найкращий фільм                                  | «Любов і милосердя»                              | Номінація                                        |                                                  |
| 2015                                             | Сарасотський кінофестиваль                                  | Найкращий фільм                                  | «Любов і милосердя»                              | Номінація                                        |                                                  |
| 2015                                             | Асоціація кінокритиків Вашингтона                           | Найкращий актор другого плану                    | Пол Дано                                         | Номінація                                        |                                                  |
| 2015                                             | Премія «Супутник»                                           | Найкращий актор другого плану                    | Пол Дано                                         | Номінація                                        |                                                  |
| 2015                                             | Премія «Супутник»                                           | Найкраща акторка другого плану                   | Елізабет Бенкс                                   | Номінація                                        |                                                  |
| 2015                                             | Премія «Супутник»                                           | Найкращий сценарій                               | Орен Моверман, Майкл Лернер                      | Номінація                                        |                                                  |
| 2015                                             | Премія «Супутник»                                           | Найкраща пісня                                   | One Kind of Love — Браян Вілсон, Скотт Беннет    | Номінація                                        |                                                  |
| 2015                                             | Сіднейський кінофестиваль                                   | Найкращий фільм                                  | «Любов і милосердя»                              | Номінація                                        |                                                  |
| 2015                                             | Кінопремія «Готем»                                          | Найкращий актор                                  | Пол Дано                                         | Перемога                                         |                                                  |
| 2015                                             | Кінопремія «Готем»                                          | Найкращий сценарій                               | Орен Моверман, Майкл Лернер                      | Номінація                                        |                                                  |
| 2015                                             | Премія «Незалежний дух»                                     | Найкращий актор другого плану                    | Пол Дано                                         | Номінація                                        |                                                  |
| 2015                                             | Премія Спільноти кінокритиків Бостона                       | Найкращий актор                                  | Пол Дано                                         | Перемога                                         |                                                  |
| 2015                                             | Премія Спільноти кінокритиків Бостона                       | Найкраще використання музики в фільмі            | One Kind of Love — Браян Вілсон, Скотт Беннет    | Перемога                                         |                                                  |
| 2016                                             | Премія «Золотий глобус»                                     | Найкращий актор другого плану                    | Пол Дано                                         | Номінація                                        |                                                  |
| 2016                                             | Премія «Золотий глобус»                                     | Найкраща пісня                                   | One Kind of Love — Браян Вілсон, Скотт Беннет    | Номінація                                        |                                                  |